# Nahbereichsradar

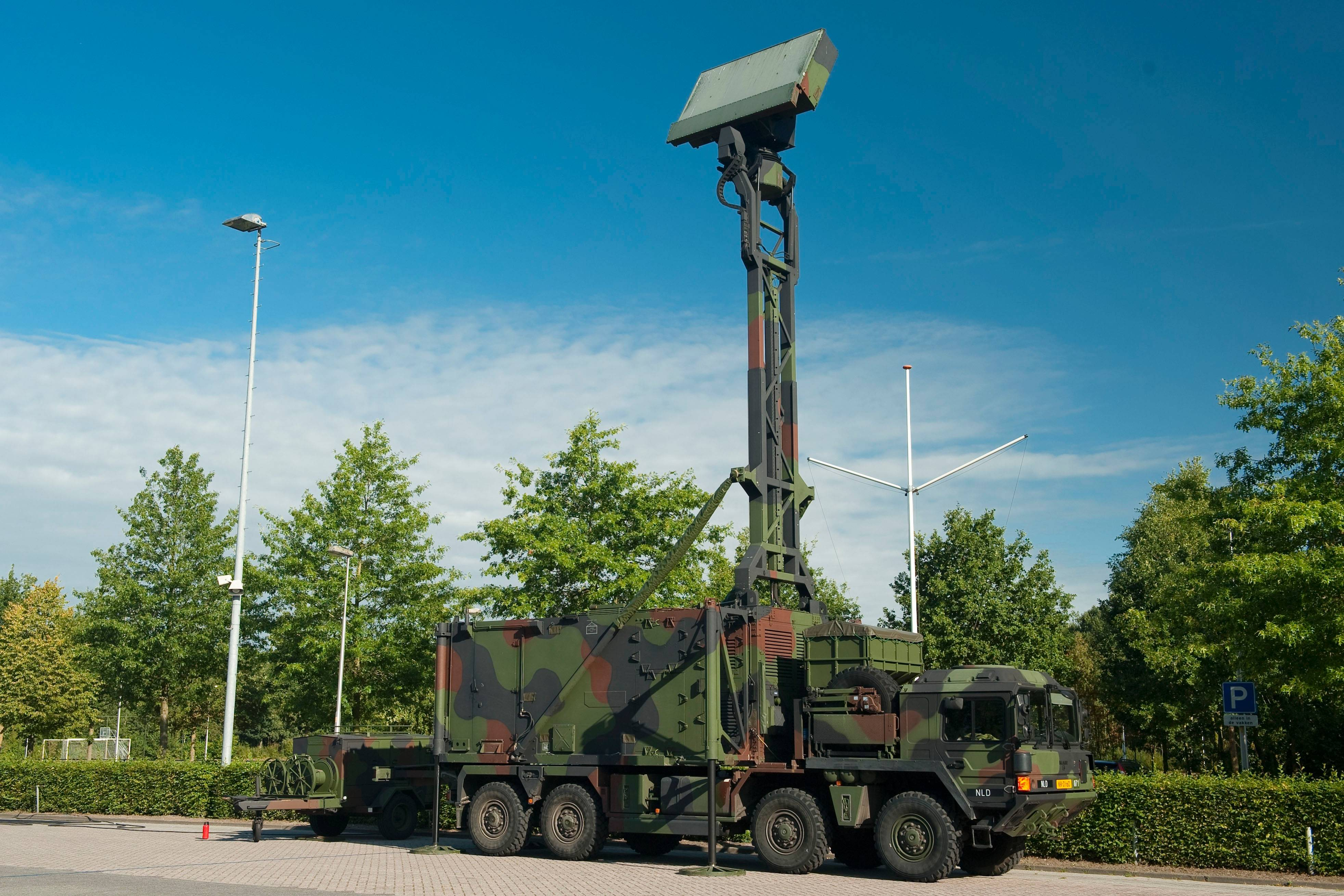
Nahbereichsradar TRML-3D

Das Nahbereichsradar (NBR) ist ein autonomes, mobiles Führungssystem der Bundeswehr mit integriertem Rundsuchradar.
Es dient der Luftraumüberwachung sowie der Einsatzführung von Flugabwehrwaffen. Das NBR war in der Lage, seine Aufklärungsergebnisse in das Heeresflugabwehraufklärungs- und Gefechtsführungssystem (HFLaAFüSyS) der Heeresflugabwehrtruppe einzuspeisen und somit ein detailliertes und umfassendes Luftlagebild zu erhalten. Der sich daraus ergebende Vorteil ist, dass lediglich eine einzige ortbare Radarquelle aktiv ist.
Es wurden die Versionen TRML-2D, TRML-3D und TRML-4D entwickelt, wobei die Abkürzung TRML als Initialwort für „TELEFUNKEN Radar Mobil Luftraumüberwachung“ stand. Eines der ersten mobilen Luftraumüberwachungs-Radare hatte AEG-Telefunken als TRMS-3D, „Telefunken Radar Mobil Such“, in den frühen 1970er Jahren entwickelt.
Der Hersteller war die in der EADS aufgegangene DASA, die seit Januar 2014 unter dem Namen Airbus Defence and Space firmierte. Nach Ausgliederung der Elektroniksparte von Airbus Defence and Space Ende Februar 2017 heißt der Hersteller Hensoldt.

## Systembeschreibung

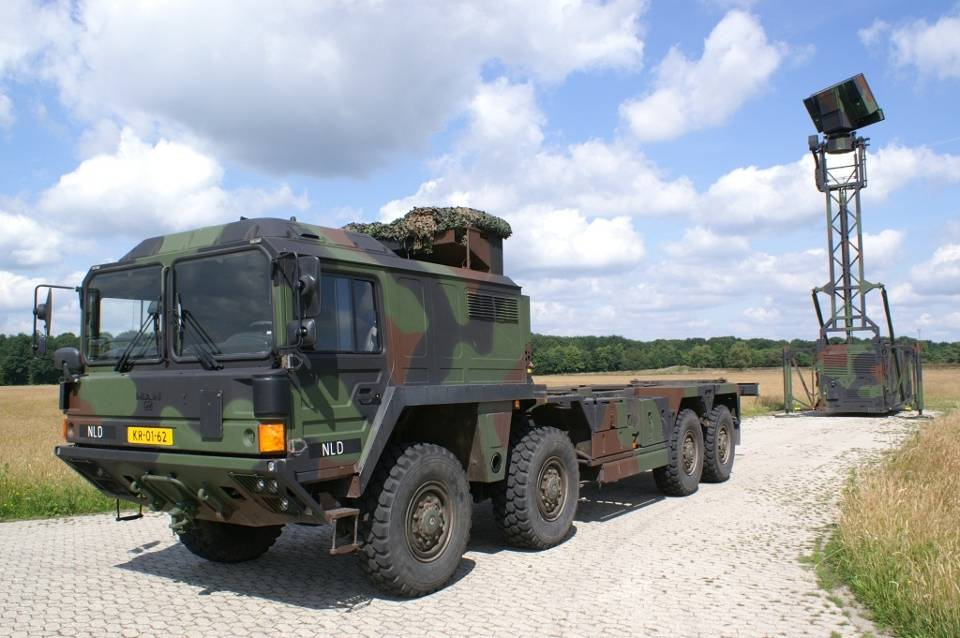
Vom Basisfahrzeug (MAN 10 to) abgesetztes TRML-Modul

Die Reichweite des Radars des TRML-2D liegt bei 60 km, beim TRML-3D bei 200 km. Das NBR überwacht den Luftraum bei Tag und Nacht. Es ortet, identifiziert und meldet Luftfahrzeuge in niedrigen und mittleren Flughöhen, erstellt eine feuerleitfähige Gesamtluftlage und speist diese in den Aufklärungsverbund ein. Es empfängt und sendet alle für den Flugabwehreinsatz wichtigen Befehle und Informationen über das Führungs- und Informationssystem zur rechnergestützten Operationsführung in Stäben 2/1 (HEROS 2/1) und zukünftig über das Führungsinformationssystem Heer. Das NBR ergänzt die Luftlage des Luftraumüberwachungsradar im Aufklärungsverbund um die Luftlagedaten aus dem Nahbereich. Die besonderen Fähigkeiten sind das Orten und Identifizieren von Luftfahrzeugen im Tiefstflug. Die Besatzung besteht aus drei Soldaten, deren Aufgaben denen im Luftraumüberwachungsradar entsprechen. Ein Stromerzeugungsaggregat ist im Fahrzeug integriert und erzeugt die benötigte elektrische Energie. Über einen GPS-Empfänger wird der aktuelle Standort bestimmt. Das Radargerät ist auf einem Lkw (Bundeswehrbezeichnung „Lkw 15 t mil gl BR“) verladen, kann jedoch auch abgesetzt betrieben werden.
Die Radardatenverarbeitung des im G-Band arbeitenden NBR enthält einen speziellen Kanal für das Auffassen von Hubschraubern. Dies ermöglicht ein gleichzeitiges Handeln gegen schnelle, tieffliegende Flugzeuge und Flügelraketen sowie gegen extrem langsam fliegende Ziele wie z. B. Hubschrauber im Schwebeflug. Die EPM-Ausrüstung (Electronic Protective Measures) zum Schutz vor ECM in der Elektronischen Kampfführung und das MTI-System (eine hochauflösende Cluttermap) gestatten eine Auffassung und Begleitung auch sehr kleiner Zielzeichen in schwierigen Umgebungsbedingungen. Die Reichweite wird vom Hersteller mit 46 km bei Zielen mit einem Radarquerschnitt von 1 m² und mit einer Entdeckungswahrscheinlichkeit von 80 % bis in eine Höhe von 6000 m angegeben. Bei Zielen mit einem Radarquerschnitt von 3 m² beträgt die Reichweite 60 km. Es können 90 Ziele gleichzeitig bearbeitet werden.

## Versionen

### TRML-2D

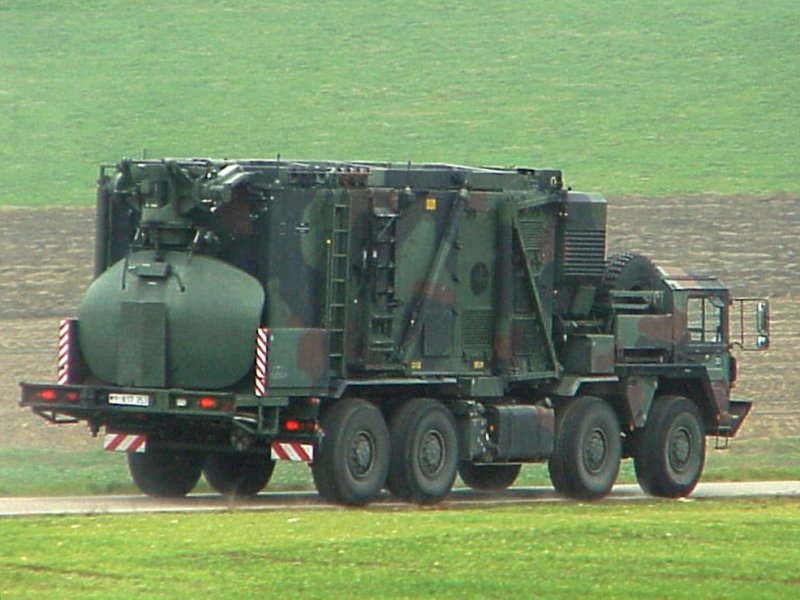
Nahbereichsradar TRML-2D während einer Verlegung

Das TRML-2D  arbeitet mit einer Parabolantenne mit einem Cosecans²-Diagramm, dessen unterer Rand von der Parabolform etwas nach vorn abweicht und somit das Diagramm formt (Parabolantenne mit sogenannter „Unterlippe“). Es ist ein voll kohärentes Radar. Die Antenne kann linear und zirkular polarisiert senden und empfangen. Die maximale Antennenhöhe beträgt 12 m (Oberkante). Die IFF-Antenne ist in der Antenne des Primärradars integriert. Der Rundstrahler für eine Nebenkeulenunterdrückung befindet sich über dem Parabolreflektor.
| Technische Daten NBR (TRML-2D) | Technische Daten NBR (TRML-2D) |
| ------------------------------ | ------------------------------ |
| Frequenzbereich                | G-Band                         |
| Pulswiederholzeit              |                                |
| Pulswiederholfrequenz          |                                |
| Sendezeit (PW)                 |                                |
| Empfangszeit                   |                                |
| Totzeit                        |                                |
| Pulsleistung                   |                                |
| Durchschnittsleistung          |                                |
| angezeigte Entfernung          | 60 km                          |
| Entfernungsauflösung           |                                |
| Öffnungswinkel                 |                                |
| Trefferzahl                    |                                |
| Antennenumlaufzeit             | 2,25 s bis 4,44 s              |

### TRML-3D

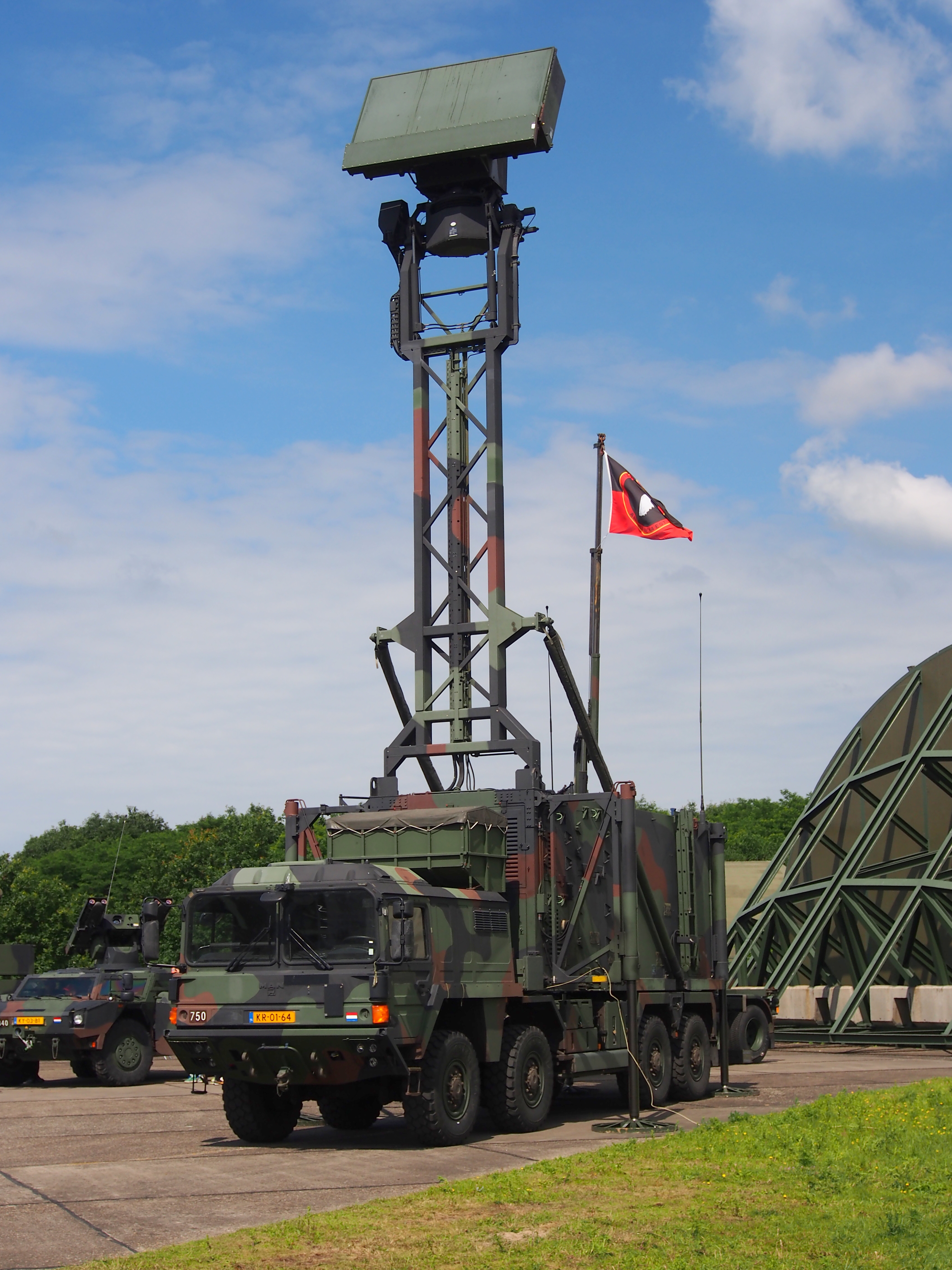
Nahbereichsradar TRML-3D

Das Radar kann auch mit einer sechzehnzeiligen Phased-Array-Antenne ausgestattet werden. Mit dieser Modernisierung wird das Radar TRML-3D genannt. In der Standardversion ist diese Antenne linear horizontal polarisiert. Als Option ist ein Polarisationswechsler erhältlich.
| Technische Daten NBR (TRML-3D) | Technische Daten NBR (TRML-3D) |
| ------------------------------ | ------------------------------ |
| Frequenzbereich                | G-Band                         |
| Pulswiederholzeit              |                                |
| Pulswiederholfrequenz          |                                |
| Sendezeit (PW)                 |                                |
| Empfangszeit                   |                                |
| Totzeit                        |                                |
| Pulsleistung                   |                                |
| Durchschnittsleistung          |                                |
| angezeigte Entfernung          | 200 km                         |
| Entfernungsauflösung           |                                |
| Öffnungswinkel                 |                                |
| Trefferzahl                    |                                |
| Antennenumlaufzeit             |                                |

Das Marine-Erfassungsradar TRS-3D ist aus Baugruppen des TRML-3D entstanden.

### TRML-4D

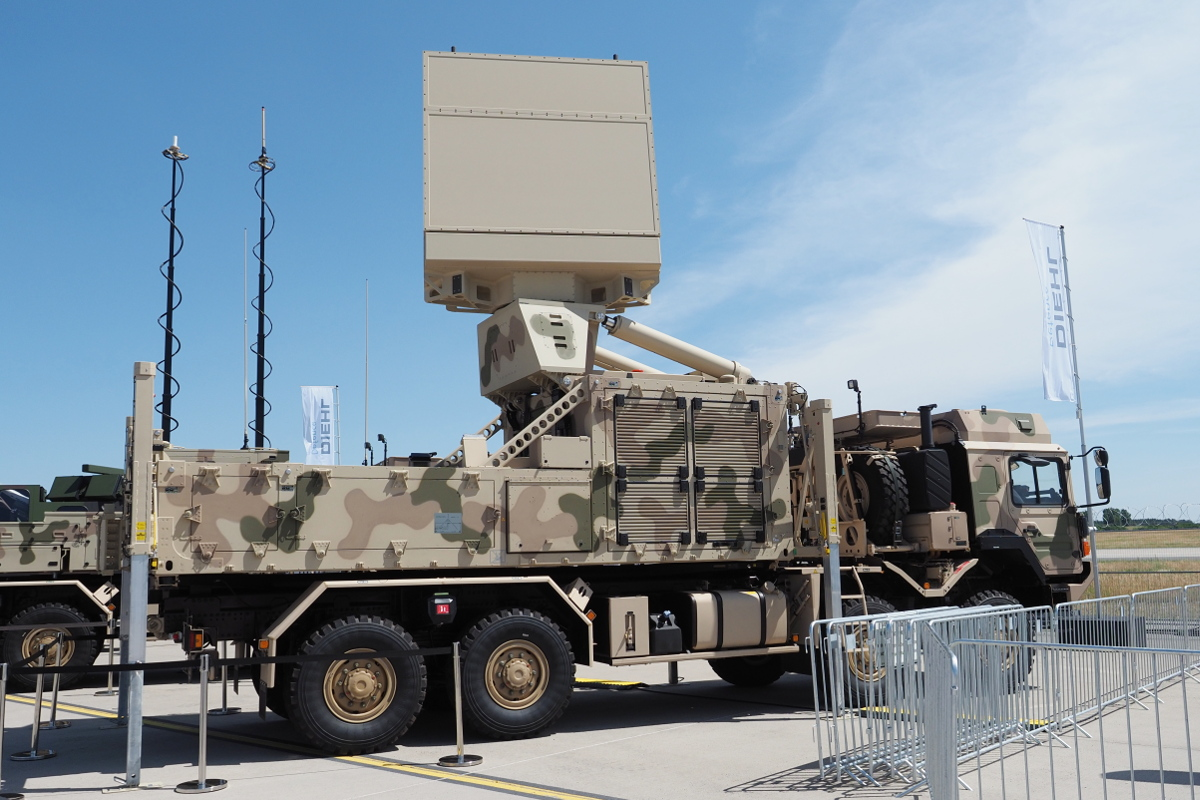
Nahbereichsradar TRML-4D

Die Version TRML-4D wurde 2018 von Hensoldt auf der Eurosatory vorgestellt und sollte 2020 an die ersten Kunden ausgeliefert werden.
Das mit einem Active-Electronically-Scanned-Array-System arbeitende Radar soll nach Herstellerangaben auch schwer zu ortende Luftziele wie schwebende Helikopter oder tieffliegende Marschflugkörper erkennen können. Das gegenüber den Vorgängern leistungsgesteigerte System soll in der Lage sein, 1500 Ziele bis auf 250 km zu orten.

#### Einsatz in der Ukraine
Bis zum Jahr 2023 wurden mehrere Systeme TRML-4D in der Ukraine als Teil von Feuereinheiten des Flugabwehrsystems IRIS-T SLM zum Einsatz gebracht. Mit Stand Juni 2025 wurden sieben Feuereinheiten ausgeliefert.
Darüber hinaus soll mit Stand Juni 2023 die Lieferung von insgesamt 16 Systemen unabhängig von Feuereinheiten IRIS-T SLM beauftragt worden sein. Mit Stand Juli 2025 soll die zusätzliche Beschaffung einer nicht genannten Anzahl von unabhängigen TRML-4D beauftragt worden sein.
Eine Videoaufnahme, die Gefechtseinwirkung auf ein System zeigen soll, wurde am 7. Juni 2023 verbreitet. Während sie vom Leiter der Unternehmenskommunikation des Herstellers in einer Reaktion bei Twitter zunächst als authentisch anmutend eingeschätzt wurde, konnte wenige Tage später eine Zerstörung nicht bestätigt werden.